# Кофи (окръг, Джорджия)
Окръг Кофи (на английски: Coffee County) е окръг в щата Джорджия, Съединени американски щати. Площта му е 1562 km², а населението - 40 085 души. Административен център е град Дъглас.